# 島田周平
島田 周平（しまだ しゅうへい、1948年 - ）は、日本の地理学者。専門は、人文地理学・アフリカ地域研究。京都大学名誉教授、名古屋外国語大学名誉教授。理学博士。

## 学歴
- 1971年 東北大学理学部地理学科卒業
- 1989年 「ナイジェリアの地域問題の地理学的研究」で、東北大学より理学博士の学位を取得[1]

## 職歴
- 1971年 アジア経済研究所 調査研究員（アフリカ地域研究）
- 1984年 東北大学理学部 助教授
- 1988年 立教大学文学部 助教授
- 1989年 同 教授
- 1992年 東北大学理学部 教授
- 1995年 東北大学大学院理学研究科 教授（大学院重点化による配置換え）
- 1997年 京都大学大学院人間・環境学研究科 教授
- 1998年 京都大学大学院アジア・アフリカ地域研究研究科 教授
- 2012年 東京外国語大学総合国際学研究院国際社会部門 特任教授、京都大学名誉教授
- 2017年 名古屋外国語大学世界共生学部 教授
- 2023年 名古屋外国語大学名誉教授

## 著書
- 『地域間対立の地域構造－ナイジェリアの地域問題－』大明堂 1992、ISBN 978-4470560141
- 『アフリカ可能性を生きる農民 環境-国家-村の比較生態研究』京都大学学術出版会 2007
- 『現代アフリカ農村 - 変化を読む地域研究の試み-』古今書院 2007
- 『物語ナイジェリアの歴史：「アフリカの巨人」の実像』中公新書 2019

### 共編著
- 『アフリカの食糧問題―ガーナ・ナイジェリア・タンザニアの事例』（研究双書）他2名と共著 ISBN 978-4258044634
- 『世界地理大百科事典〈2〉アフリカ』朝倉書店 1998、柴田匡平共監修、他2名と共著ISBN 978-4254166620
- 『世界地名大事典 3 中東・アフリカ』加藤博共編、朝倉書店 2012
- 『世界地誌シリーズ 8 アフリカ』上田元共編 朝倉書店 2017